# Complexul de clădiri ale fostului azil pentru bătrâni „Frăția Alexandru Nevski” și biserica „Sfântul Mare Cneaz Vladimir”
Complexul de clădiri ale fostului azil pentru bătrâni „Frăția Alexandru Nevski” și biserica „Sfântul Mare Cneaz Vladimir” este un complex de clădiri amplasat pe str. Vasile Alecsandri, 14 în Chișinău, Republica Moldova. Este un monument istoric și arhitectural de importanță națională inclus în Registrul monumentelor Republicii Moldova ocrotite de stat cu nr. 232 (municipiul Chișinău), unde este despărțit în Complexul de clădiri ale fostului azil pentru bătrâni „Frăția Alexandru Nevski” și Biserica „Sfântul Mare Cneaz Vladimir” (fosta Biserică „Icoana Maicii Domnului „Bucuria tuturor scârbiților””) Complexul datează din 1867 – înc. sec. al XX-lea, iar biserica din 1899-1900.